# Rappel (concert)
Pour les articles homonymes, voir rappel.

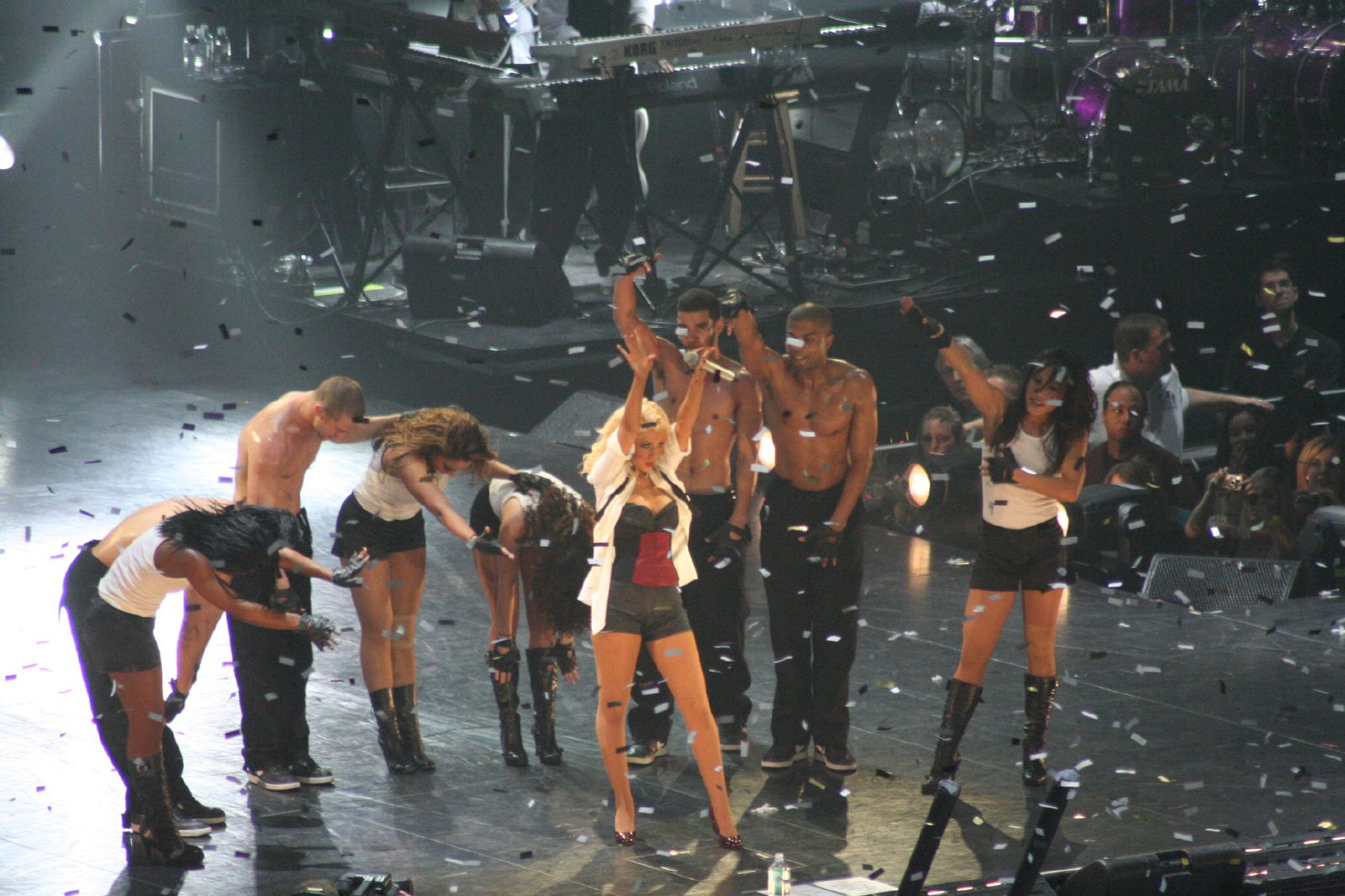
Christina Aguilera interprétant "Fighter" au rappel du concert "Back to Basics Tour"

Un rappel, ou bis, est un morceau supplémentaire ajouté à la fin d'un concert. Des rappels multiples peuvent arriver. Les rappels sont spontanés et sont demandés par le public qui n'arrête pas d'applaudir pour demander à l'artiste de prolonger la représentation. Les rappels sont parfois planifiés par les artistes mais dans tous les cas les rappels n'apparaissent jamais sur le programme du concert. Les rappels ne sont parfois pas possibles à cause des restrictions de couvre-feu, lorsque le concert se termine tard dans la nuit, ou que le concert a déjà dépassé la durée prévue.

## Musique classique
Les orchestres ou solistes de musique classique jouent souvent des morceaux rapides lors des rappels pour montrer leur potentiel artistique ou au contraire des morceaux calmes. Il est aussi courant de jouer une musique populaire ou la pièce la plus connue du compositeur du concert lors d'un rappel. Un exemple connu est la Marche de Radetzky et Le Beau Danube bleu à la fin du Concert du nouvel an à Vienne de l'Orchestre philharmonique de Vienne ; ces deux pièces n'apparaissent jamais sur le programme mais sont traditionnellement jouées chaque année.